# Świńska łacina
Świńska łacina, lub Igpay Atinlay – gra językowa oparta na języku angielskim, jednak możliwe jest dostosowanie jej także do innych języków.

## Zasady
Słowo, które zaczyna się na samogłoskę (w ang. A E I O U), dostaje końcówkę „WAY”. Słowo zaczynające się na spółgłoskę ma wszystkie spółgłoski przed pierwszą samogłoską przemieszczone na koniec wyrazu i dostaje końcówkę „AY”, na przykład:
- scratch – atchscray
- technology – echnologytay
- omnibus – omnibusway
- komputer – omputerkay
- oko – okoway